# 真愛繞圈圈
《真愛繞圈圈》（英語：Love, Rosie）是一部2014年由基斯頓·迪他執導，以及 祖莉特·杜克迪 編寫的英德合拍浪漫喜劇電影，改編自西西莉雅·艾亨2004年撰寫的小說《我一直都在》。

## 劇情
本片是敘述亞歷克斯和露絲這對從小一起生活到大的好朋友，明明都喜歡對方卻因遲遲未坦誠對彼此的心意，而一而再再而三的錯過，經過了各種挫折和打擊，最後繞了一大圈仍回到了彼此身邊的故事。

## 主要演員
| 角色            | 演員          |
| 露絲·鄧納       | 莉莉·柯林斯   |
| 亞歷克斯·施華德 | 山姆·克拉弗林 |
| 莎莉            | 塔姆辛·艾格登 |
| 貝克妮·威廉斯   | 蘇琪·沃特豪斯 |
| 露比            | 詹美·溫絲頓   |
| 加里·鄧恩       | 雅特·柏克遜   |
| 凱特·鄧納       | 莉莉·萊克特   |
| 加里克          | 克里斯頓·庫克 |
| 赫貝            | 力克·李       |
| 祖·阿美力卡恩   | 力克·哈登     |
| 菲爾            | 力克·巴米斯   |
| 移民官          | 諾瑪·舒雅翰   |
| 亞歷克斯朋友    | 積克·文利     |
| 阿當            | 大衛·卡利     |

## 製作
該片在2013年5月，在都柏林拍攝，再在加拿大多倫多進行工作。

## 評價
爛蕃茄新鲜度30%，而Metacritic評分為46分，口碑一般。

## 外部連結
- 互联网电影数据库（IMDb）上《Love, Rosie》的资料（英文）
- Box Office Mojo上《Love, Rosie》的資料（英文）
- 爛番茄上《Love, Rosie》的資料（英文）
- Metacritic上《Love, Rosie》的資料（英文）
- AllMovie上《Love, Rosie》的资料（英文）